# Nonciature apostolique au Cameroun
La nonciature Apostolique au Cameroun est la mission diplomatique du Saint-Siège au Cameroun. Elle est située à Yaoundé. L'actuel nonce apostolique est l'archevêque Julio Murat, nommé à ce poste par le pape François le 24 mars 2018.
La nonciature apostolique en République du Cameroun constitue un office ecclésiastique de l’Église catholique, doté du rang d’ambassade. Le nonce agit à la fois comme ambassadeur du Saint-Siège auprès du président du Cameroun et comme délégué, servant de lien entre la hiérarchie catholique du pays et le pape.
Le nonce apostolique au Cameroun est généralement aussi nommé Nonce apostolique en Guinée équatoriale dès sa désignation dans ce dernier pays.

## Liste des représentants pontificaux
Pro-nonces apostoliques
- Luigi Poggi (31 octobre 1966 [1] – 21 mai 1969), également archevêque titulaire de Forontoniana (de)

Nonces apostoliques
- Ernesto Gallina (en) (16 juillet 1969 [2] - 13 mars 1971), également archevêque titulaire de Trebia (de)
- Jean Jadot (15 mai 1971 [3] - 23 mai 1973), également archevêque titulaire de Zuri (de)
- Luciano Storero (30 juin 1973 - 14 juillet 1976) [4], également archevêque titulaire de Tigimma (de)
- Giuseppe Uhac (7 octobre 1976 - 3 juin 1981), également archevêque titulaire de Tharros (de)
- Donato Squicciarini (16 septembre 1981 - 1er juillet 1989), également archevêque titulaire de Tiburnia (de)
- Santos Abril y Castelló (2 octobre 1989 [5] - 24 février 1996) [6], également archevêque titulaire de Tamada (de)
- Félix del Blanco Prieto (5 mai 1996 [7] - 5 juin 2003), également archevêque titulaire de Vannida (de)
- Eliseo Antonio Ariotti (17 juillet 2003  - 5 novembre 2009), également archevêque titulaire de Vibiana (de)
- Piero Pioppo (25 janvier 2010  - 8 septembre 2017), également archevêque titulaire de Torcello (de)
- Julio Murat (24 mars 2018  - 9 novembre 2022) [8], également archevêque titulaire d'Orange (de)
- José Avelino Bettencourt (30 août 2023 [9] - présent), également archevêque titulaire d'Aemona